# لوون ماتینیان
لوون آرشالویسی ماتینیان (ارمنی: Լևոն Արշալույսի Մատինյան؛  زادهٔ ۱۱ سپتامبر ۱۹۲۳ - درگذشته تاریخ نامعلوم) یک فیزیولوژیست عصبی اهل ارمنستان بود.

## زندگی‌نامه
در ۱۱ سپتامبر ۱۹۲۳ در تفلیس به دنیا آمد و از دانشگاه دولتی پزشکی تفلیس (۱۹۴۶) فارغ‌التحصیل شد. وی در انستیتو فیزیولوژی لوون اوربلی فعالیت می‌کرد. وی عضو سازمان بین‌المللی تحقیقات مغزی بود. وی همچنین برنده دانشمند شایسته ارمنستان شوروی (۱۹۸۴) شده است. 

## یادداشت
1. ↑  կենսաբանական գիտությունների դոկտոր
2. ↑  Գլխուղեղի ուսումնասիրության միջազգային կազմակերպություն